# Footbal Canon 105 Libreville
Football Canon 105 Libreville is een Gabonese voetbalclub uit de hoofdstad Libreville. De club werd in 1975 opgericht.

## Erelijst
Landskampioen
1978, 1982, 1983, 1985, 1986, 1987, 1997, 1999, 2001, 2007
Beker van Gabon
Winnaar: 1984, 1986, 1996, 2004, 2009
Finalist: 1992, 2006
UNIFAC Beker
Finalist: 2004

## Bekende (ex-)spelers
- Guy Tchingoma